# ÖFB-Cup
La ÖFB-Cup, chiamata ufficialmente per motivi di sponsor ÖFB-Samsung-Cup, è la coppa nazionale calcistica austriaca. È organizzata della ÖFB, ed è la seconda competizione per importanza dopo il campionato. L'equivalente femminile è la ÖFB-Ladies-Cup.
La prima edizione si svolse nella stagione 1918-1919, e fu disputata ininterrottamente per trent'anni, ad eccezione del periodo 1939-1945, coincidente con l'Anschluss. Tra il 1950 e il 1958, invece, non venne disputata. Fu riproposta nella stagione 1958-1959, nell’ambito del dibattito sulla creazione di una coppa europea per detentori di coppe nazionali.
La squadra vincitrice ottiene la qualificazione all'Europa League della stagione successiva. Qualora la squadra vincitrice abbia ottenuto il double e la conseguente qualificazione alla Champions League, il posto passa al campionato. In passato i vincitori si qualificavano per la Coppa delle Coppe. Dal 1986 al 2004, inoltre, i vincitori sfidavano i campioni d'Austria nella ÖFB-Supercup.
La squadra più titolata è l'Austria Vienna con 27 trionfi, seguita da Rapid Vienna (14), Salisburgo (9) e Wacker Innsbruck (7). L'accoppiata campionato-coppa si è verificata 31 volte, dieci ad opera dell'Austria Vienna, nove del Salisburgo, sei del Rapid, quattro dell'Admira Vienna e due volte per Wacker Innsbruck; una volta a testa per Grazer AK, LASK Linz, Swarovski Tirol, Sturm Graz, Wacker Vienna e Wolfsberger. 
Nella stagione 2007-2008 le squadre professionistiche sono state escluse, per permettere ai giocatori di prepararsi adeguatamente per il Campionato europeo, generando un’edizione non statisticamente rilevante.

## Storia
Nel 1917 la Niederösterreichischer Fussballverband decise di dare il via ad un torneo sulla falsariga della estinta Challenge-Cup, riservato alle sole squadre della Bassa Austria. La prima edizione fu vinta dal Floridsdorfer, ma venne annullata dopo la finale perché le due finaliste avevano spostato la data dell'evento senza il parere favorevole della NÖFV. Fu così che solo nella stagione 1918-1919 fu portata a termine la prima edizione, con la vittoria del Rapid Vienna. Nel 1924 l'organizzazione passò alla nuova Wiener Fußball-Verband e la coppa cambiò nome in Wiener-Cup.
Nel 1935-1936 incominciarono ad essere ammesse squadre da fuori Vienna, ma nel 1938 la competizione fu soppressa e le squadre austriache inquadrate nella Tschammerpokal tedesca. Ripresa nel 1945-1946, e nuovamente riservata alle sole squadre della capitale, la coppa fu aperta a tutti i club del Paese già l'anno dopo, ma nel 1949 fu soppressa e riprese solo dopo un decennio.
La ÖFB-Cup, dal 1958-1959 ad oggi, è stata disputata ininterrottamente, eccezion fatta per l'edizione 2007-2008, non disputata per permettere alla Nazionale di prepararsi adeguatamente al Campionato europeo casalingo. Durante quella stagione è stata disputata una competizione riservata ai soli club non professionisti, con la denominazione di ÖFB-Amateurcup, vinta dall'Horn.
In base ad un accordo di sponsorizzazione con la birreria Stiegl di Salisburgo il torneo si è chiamato ufficialmente ÖFB-Stiegl-Cup dal 2003 al 2011. Il 5 aprile 2011 è stato firmato il nuovo accordo di sponsorizzazione con la Samsung, che darà il suo nome alla competizione fino alla stagione 2013-2014. Inoltre, a partire dal 31 marzo 2010, in corrispondenza cioè dei quarti di finale dell'edizione 2009-2010 della coppa, la Federazione ha concluso un accordo con la Puma, lo sponsor tecnico della Nazionale, per la fornitura del pallone ufficiale della competizione. Presentato in contemporanea a Vienna e Salisburgo, il Powercat 1.10 verrà utilizzato per tutta la stagione 2010-2011.
Nell'edizione 2012-2013 il Pasching diventa la prima squadra proveniente dalla terza divisione a vincere la coppa, superando in finale l'Austria Vienna per 1-0.

## Formula
L’attuale formula del torneo è la seguente:
- partecipano 7 squadre dai campionati regionali, 32 club fra le formazioni di Regionalliga, le 13 di 2. Liga e le 12 di Bundesliga, per un totale di 64 società;
- tutte le squadre entrano nella competizione nel primo turno, senza turni preliminari;
- tutti i turni sono giocati in un'unica partita, con eventuali tempi supplementari e tiri di rigore;
- la vincitrice si qualifica per il turno preliminare dell'UEFA Europa League;
- nelle partite deve essere utilizzato il pallone ufficiale della competizione, il Powercat 1.10, fornito da Puma.

### Premi economici
Per delibera della federazione, le società hanno accesso a premi economici a partire dal secondo turno. L'eliminazione al primo turno comporta il solo rimborso delle spese sostenute per il viaggio. Nel dettaglio:
- qualificazione al secondo turno: 5000 €
- qualificazione agli ottavi di finale: 10000 €
- qualificazione ai quarti di finale: 30000 €
- qualificazione alle semifinali: 50000 €
- qualificazione alla finale: 120000 €

## Albo d’oro
- 1918-1919  Rapid Vienna
- 1919-1920  Rapid Vienna
- 1920-1921  Wiener Amateur
- 1921-1922  Wiener AF
- 1922-1923  Wiener SC
- 1923-1924  Wiener Amateur
- 1924-1925  Austria Vienna
- 1925-1926  Austria Vienna
- 1926-1927  Rapid Vienna
- 1927-1928  Admira Vienna
- 1928-1929  First Vienna
- 1929-1930  First Vienna
- 1930-1931  Wiener AC
- 1931-1932  Admira Vienna
- 1932-1933  Austria Vienna
- 1933-1934  Admira Vienna
- 1934-1935  Austria Vienna
- 1935-1936  Austria Vienna
- 1936-1937  First Vienna
- 1937-1938  Wiener AC
- 1939-1945 non disputata
- 1945-1946  Rapid Vienna
- 1946-1947  Wacker
- 1947-1948  Austria Vienna
- 1948-1949  Austria Vienna
- 1949-1958 non disputata
- 1958-1959  Wiener AC
- 1959-1960  Austria Vienna
- 1960-1961  Rapid Vienna
- 1961-1962  Austria Vienna
- 1962-1963  Austria Vienna
- 1963-1964  Admira Vienna
- 1964-1965  LASK
- 1965-1966  Admira Vienna
- 1966-1967  Austria Vienna
- 1967-1968  Rapid Vienna
- 1968-1969  Rapid Vienna
- 1969-1970  Wacker Innsbruck
- 1970-1971  Austria Vienna
- 1971-1972  Rapid Vienna
- 1972-1973  Wacker Innsbruck
- 1973-1974  Austria Vienna
- 1974-1975  Wacker Innsbruck
- 1975-1976  Rapid Vienna
- 1976-1977  Austria Vienna
- 1977-1978  Wacker Innsbruck
- 1978-1979  Wacker Innsbruck
- 1979-1980  Austria Vienna
- 1980-1981  Grazer AK
- 1981-1982  Austria Vienna
- 1982-1983  Rapid Vienna
- 1983-1984  Rapid Vienna
- 1984-1985  Rapid Vienna
- 1985-1986  Austria Vienna
- 1986-1987  Rapid Vienna
- 1987-1988  Kremser SC
- 1988-1989  Swarovski Tirol
- 1989-1990  Austria Vienna
- 1990-1991  Stockerau
- 1991-1992  Austria Vienna
- 1992-1993  Wacker Innsbruck
- 1993-1994  Austria Vienna
- 1994-1995  Rapid Vienna
- 1995-1996  Sturm Graz
- 1996-1997  Sturm Graz
- 1997-1998  Ried
- 1998-1999  Sturm Graz
- 1999-2000  Grazer AK
- 2000-2001  Kärnten
- 2001-2002  Grazer AK
- 2002-2003  Austria Vienna
- 2003-2004  Grazer AK
- 2004-2005  Austria Vienna
- 2005-2006  Austria Vienna
- 2006-2007  Austria Vienna
- 2007-2008 non disputata
- 2008-2009  Austria Vienna
- 2009-2010  Sturm Graz
- 2010-2011  Ried
- 2011-2012  Salisburgo
- 2012-2013  FC Pasching
- 2013-2014  Salisburgo
- 2014-2015  Salisburgo
- 2015-2016  Salisburgo
- 2016-2017  Salisburgo
- 2017-2018  Sturm Graz
- 2018-2019  Salisburgo
- 2019-2020  Salisburgo
- 2020-2021  Salisburgo
- 2021-2022  Salisburgo
- 2022-2023  Sturm Graz
- 2023-2024  Sturm Graz
- 2024-2025  Wolfsberger

## Vittorie per club
| Club             | Vittorie |
| ---------------- | -------- |
| Austria Vienna   | 27       |
| Rapid Vienna     | 14       |
| Salisburgo       | 9        |
| Wacker Innsbruck | 7        |
| Sturm Graz       | 7        |
| Admira Wacker M. | 6        |
| Grazer AK        | 4        |
| First Vienna     | 3        |
| Wiener AC        | 3        |
| Ried             | 2        |
| Wiener SC        | 1        |
| LASK             | 1        |
| Wiener AF        | 1        |
| Kremser SC       | 1        |
| Stockerau        | 1        |
| Kärnten          | 1        |
| FC Pasching      | 1        |
| Wolfsberger      | 1        |